# Джеральдін Сомервіль
Джеральдін Сомервіль (англ. Geraldine Somerville; при народженні Джеральдін Маргарет Еджнью-Сомервіль, англ. Geraldine Margaret Agnew-Somerville; нар. 19 травня 1967, Міт, Ірландія) — британська акторка театру, кіно та телебачення.

## Життєпис
Народилась 19 травня 1967 року у графстві Міт, Ірландія, в аристократичній родині. Її батько — сер Квентін Чарльз Еджнью-Сомервіль, 2-й баронет, її мати — леді Маргарет Ейпріл Айрін, в дівоцтві Драммонд, дочка 15-го барона Стренджа. В числі їхніх предків королі Шотландії, Англії та Франції. Дитинство та юність Джеральдін провела на острові Мен, у портовому місті Ремсі, де знаходиться їхній родинний особняк Маунт Олдейн та антикварна крамниця її матері. Її старша сестра Амелія Рейчел живе з чоловіком в Австралії, молодший брат Джеймс Локкет Чарльз — поет.
У 6 років почала відвідувати танцювальний клас, у 8 років почала займатися балетом. У 16 років перебралася до Лондона, де закінчила Гілдголську школу музики та театру.
Перший успіх принесла роль детектива Джейн Пенхалігон у телевізійному серіалі «Метод Крекера» (1993—1995), за яку вона була номінована на премію BAFTA. 2001 року зіграла леді Луїзу Стокбридж у фільмі «Госфорд-парк». Того ж року вперше з'явилася у ролі Лілі Поттер у фільмі «Гаррі Поттер і філософський камінь» (вона виконувала цю роль в усій серії фільмів про Гаррі Поттера). 2007 року зіграла Дафну дю Мор'є у біографічному фільмі «Дафна», знятому телекомпанією BBC з нагоди сторіччя з дня народження письменниці. 2011 року з'явилася у ролі леді Джейн Кларк в фільмі «7 днів і ночей з Мерилін». 2014 року зіграла принцесу Антуанетту у фільмі «Принцеса Монако».

## Особисте життя
12 грудня 1998 року Сомервіль вступила у шлюб з Вільямом Осборном-Янгом. У пари народилися троє дітей — сини Каспар-Вільям (2002) і Артур (2004), та дочка Роуз (2007).

## Вибрана фільмографія
| Рік       |    | Українська назва                              | Оригінальна назва                             | Роль                      |
| --------- | -- | --------------------------------------------- | --------------------------------------------- | ------------------------- |
| 1991      | тф | Чорна оксамитова сукня                        | The Black Velvet Gown                         | Бідді Міллікан            |
| 1991      | с  | Пуаро Агати Крісті: Жовті іриси               | Agatha Christie's Poirot: The Yellow Iris     | Полін Везербі             |
| 1993—1995 | с  | Метод Крекера                                 | Cracker                                       | детектив Джейн Пенхалігон |
| 1994      | тф | Ромео і Джульєтта                             | Romeo & Juliet                                | Джульєтта Капулетті       |
| 1996      | ф  | Остання істина                                | True Blue                                     | Рут МакДональд            |
| 1999      | с  | Аристократи                                   | Aristocrats                                   | леді Емілі Леннокс        |
| 2001      | ф  | Госфорд-парк                                  | Gosford Park                                  | леді Луїза Стокбридж      |
| 2001      | ф  | Гаррі Поттер і філософський камінь            | Harry Potter and Philosopher Stone            | Лілі Поттер               |
| 2002      | ф  | Гаррі Поттер і таємна кімната                 | Harry Potter and the Chamber of Secrets       | Лілі Поттер               |
| 2004      | ф  | Гаррі Поттер і в'язень Азкабану               | Harry Potter and the Prisoner of Azkaban      | Лілі Поттер               |
| 2005      | ф  | Гаррі Поттер і келих вогню                    | Harry Potter and the Goblet of Fire           | Лілі Поттер               |
| 2007      | тф | Дафна                                         | Daphne                                        | Дафна дю Мор'є            |
| 2007      | ф  | Гаррі Поттер та Орден Фенікса                 | Harry Potter and the Orden of the Phoenix     | Лілі Поттер               |
| 2009      | ф  | Гаррі Поттер і Напівкровний Принц             | Harry Potter and the Half-Blood Prince        | Лілі Поттер               |
| 2010      | с  | Вцілілі                                       | Survivors                                     | Фіона Дуглас              |
| 2010      | ф  | Гаррі Поттер і Смертельні реліквії: Частина 1 | Harry Potter and the Deathly Hallows — Part 1 | Лілі Поттер               |
| 2011      | ф  | Гаррі Поттер і Смертельні реліквії: Частина 2 | Harry Potter and the Deathly Hallows — Part 2 | Лілі Поттер               |
| 2011      | ф  | 7 днів і ночей з Мерилін                      | My Week with Marilyn                          | леді Джейн Кларк          |
| 2012      | с  | Титанік                                       | Titanic                                       | графиня Луїза Мантон      |
| 2014      | ф  | Закохані діти                                 | Kids in Love                                  | Лінда                     |
| 2014      | ф  | Принцеса Монако                               | Grace of Monaco                               | принцеса Антуанетта       |
| 2014      | ф  | Страховик                                     | Automata                                      | Саманта                   |
| 2017      | ф  | Прощавай, Крістофер Робін                     | Goodbye Christopher Robin                     | леді О                    |
| 2017      | ф  | Гіпопотам                                     | The Hippopotamus                              | Ребекка Логан             |
| 2023      | ф  | Чиста гра                                     | Fair Play                                     | мати Емілі                |